# HD 63926
HD 63926，又名CP-56 1437，SAO 235532、HR 3056，是一颗恒星，视星等为6.33，位于銀經269.26，銀緯-15.03，其B1900.0坐标为赤經7h 46m 11.3s，赤緯-56° -15.03′ 12″。